# Plebejus obscura
Plebejus obscura är en fjärilsart som beskrevs av Roger Grund 1908. Plebejus obscura ingår i släktet Plebejus och familjen juvelvingar. Inga underarter finns listade i Catalogue of Life.